# 尖趾鼠屬
尖趾鼠屬（Podoxymys roraimae），哺乳綱、囓齒目、倉鼠科的一屬，而與尖趾鼠屬（尖趾鼠）同科的動物尚有秘魯高原鼠屬（秘魯高原鼠）、佛羅里達白足鼠屬（佛羅里達白足鼠）、葉耳鼠屬（沙葉耳鼠）等之數種哺乳動物。